# Storie dello spazio profondo
Storie dello spazio profondo è una serie di storie a fumetti di fantascienza dai toni umoristici scritte da Francesco Guccini e Bonvi e da questi disegnata nel 1969; è incentrata su un avventuriero dello spazio accompagnato dal suo fido robot antropomorfo, direttamente ispirati ai due autori.

## Storia editoriale
Le storie vennero ideate nel 1969 quando Francesco Guccini e Bonvi decisero di realizzare insieme un fumetto di genere fantascientifico. La serie venne poi pubblicata per la prima volta, parzialmente, nel 1970 sulla rivista antologica Psyco della Editrice Naka; venne poi varie volte ristampata integralmente in volumi monografici: una prima edizione si ebbe nel 1972 edito da Edizioni Carecas, poi nel 1979 nella collana Oscar Mondadori; una terza nel 1991 edito dalla Granata Press, poi nel 2010 edito da Rizzoli-Lizard e nel 2016 di nuovo da Mondadori.
La serie è composta da sette episodi:
1. Galassia che vai...
2. Vivere ricchi e felici
3. Bonifica spaziale
4. La legione dello spazio
5. Chi cerca trova e i cocci sono suoi
6. Meglio soli che male accompagnati
7. Pugni, pupe e robot